# Abu Amaev
Abu Muslim Amaev (en búlgaro: Абу Муслим Амаев; 11 de diciembre de 1999) es un deportista búlgaro que compite en lucha grecorromana. Ganó tres medallas en el Campeonato Europeo de Lucha entre los años 2023 y 2025.

## Palmarés internacional
| Campeonato Europeo | Campeonato Europeo      | Campeonato Europeo | Campeonato Europeo |
| Año                | Lugar                   | Medalla            | Categoría          |
| ------------------ | ----------------------- | ------------------ | ------------------ |
| 2023               | Zagreb (Croacia)        | Medalla de bronce  | 63 kg              |
| 2024               | Bucarest (Rumania)      | Medalla de bronce  | 67 kg              |
| 2025               | Bratislava (Eslovaquia) | Medalla de plata   | 67 kg              |